# Pierre Ibarra
Pierre Leonardo Ibarra Corral (Culiacán, 18 gennaio 1983) è un ex calciatore messicano, di ruolo difensore.